# Квинт Лукреций Веспиллон (консул)
Квинт Лукре́ций Веспилло́н (лат. Quintus Lucretius Vespillo; умер после 19 года до н. э.) — римский военачальник и политический деятель, консул 19 года до н. э. Участвовал в гражданской войне между Гаем Юлием Цезарем и Гнеем Помпеем Великим на стороне последнего. После поражения получил прощения от Цезаря. В 43 году до н. э. был внесён в проскрипционные списки, но смог спастись и даже занять видное место в окружении Октавиана Августа. В 19 году до н. э. Веспиллон получил консульскую должность.

## Биография
В сохранившихся источниках нет точной информации о происхождении Квинта Лукреция. Носители номена Лукреций с III века до н. э. были исключительно плебеями. Первый известный историкам Лукреций Веспиллон занимал должность плебейского эдила в 133 году до н. э. и своими руками столкнул в Тибр тело Тиберия Семпрония Гракха, за что и получил прозвище «носильщик мертвецов» (лат. Vespillo). В трактате Марка Туллия Цицерона «Брут, или О знаменитых ораторах» упоминается оратор и правовед по имени Квинт Лукреций Веспиллон, современник Гая Юлия Цезаря Страбона Вописка (131/130/127—87 годы до н. э.), человек «по-настоящему проницательный в частных делах и сведущий в законах». Предположительно это были дед и отец Квинта-консула соответственно.
Веспиллон-младший впервые упоминается в источниках в связи с событиями 49 года до н. э. Наместник Галлии Гай Юлий Цезарь двинул тогда войска в Италию, против Гнея Помпея Великого, начав таким образом гражданскую войну; Квинт Лукреций в это время был сенатором и префектом в армии Помпея. Вместе с Аттием Пелигном он пытался удержать во главе семи когорт город Сульмон в землях сабинян, но местные жители, как только приблизился отряд цезарианца Марка Антония, открыли ворота. Гарнизон тоже перешёл на сторону врага, а Веспиллону удалось бежать.
Зимой 49—48 годов до н. э. Квинт Лукреций находился в Орике в Эпире — на восточном берегу пролива, отделяющего Италию от Балканского полуострова. Вместе с Минуцием Руфом он командовал под началом Децима Лелия частью помпеянского флота (восемнадцатью кораблями из провинции Азия). Его задачей было помешать Цезарю переправить армию через пролив из Брундизия, но он не был уверен в своих силах и не решился выйти из гавани. Благодаря этому цезарианцы смогли высадиться в Эпире; Веспиллон и Минуций потопили свои корабли и бежали в Диррахий. После поражения Помпея Цезарь помиловал Веспиллона, и тот смог вернуться в Рим. Однако в 43 году до н. э. члены второго триумвирата включили Квинта Лукреция в проскрипционные списки. Согласно Аппиану, Веспиллон, узнав об этом, некоторое время скитался в окрестностях Рима с двумя рабами; из-за голода он решил укрыться в своём доме в столице, в пути ему пришлось прятаться в склепе и спасаться бегством от грабителей гробниц. Наконец, Квинт добрался до дома, и жена (по данным Валерия Максима, её звали Турия) прятала его на чердаке, пока влиятельные друзья не добились для него помилования.
Впоследствии, в 19 году до н. э., Квинт Лукреций получил от Августа должность консула. Его коллегой стал Гай Сентий Сатурнин. Дата смерти Веспиллона неизвестна.